# پائولو ویکتور (بازیکن فوتبال، زاده ۱۹۸۷)
پائولو ویکتور (پرتغالی: Paulo Victor؛ زادهٔ ۱۲ ژانویهٔ ۱۹۸۷) بازیکن فوتبال اهل برزیل است.
از باشگاه‌هایی که در آن بازی کرده است می‌توان به باشگاه فوتبال گرمیو، باشگاه فوتبال فلامینگو، و باشگاه فوتبال آمریکا (ریو دو ژانیرو) اشاره کرد.